# سونسوال
شهر سونسوال (به سوئدی: Sundsvall) (تلفظ سوئدی: [²sɵnsval] ()) در بخش سونسوال در کشور سوئد واقع شده‌ است. جمعیت این شهر ۱۸۰۱٫۴۱ نفر است.

## نگارخانه
|                  |                   |                     |
| سوندسوال از بالا | مرکز شهر سوندسوال | کلیسای آدولف گوستاو |